# Дикхузен-Фарштет
Дикхузен-Фарштет (њем. Diekhusen-Fahrstedt) општина је у њемачкој савезној држави Шлезвиг-Холштајн. Једно је од 115 општинских средишта округа Дитмаршен. Према процјени из 2010. у општини је живјело 730 становника. Посједује регионалну шифру (AGS) 1051021.

## Географски и демографски подаци
Дикхузен-Фарштет се налази у савезној држави Шлезвиг-Холштајн у округу Дитмаршен. Општина се налази на надморској висини од 2 метра. Површина општине износи 7,5 km². У самом мјесту је, према процјени из 2010. године, живјело 730 становника. Просјечна густина становништва износи 98 становника/km².